# Ando Akira
Akira Ando (安東 輝 Andō Akira, sinh ngày 28 tháng 6 năm 1995 ở Usuki, Ōita) là một cầu thủ bóng đá người Nhật Bản thi đấu cho Matsumoto Yamaga.

## Thống kê câu lạc bộ
Cập nhật đến ngày 23 tháng 2 năm 2018.
| Thành tích câu lạc bộ | Thành tích câu lạc bộ | Thành tích câu lạc bộ | Giải vô địch | Giải vô địch | Cúp                   | Cúp                   | Cúp Liên đoàn | Cúp Liên đoàn | Tổng cộng | Tổng cộng |
| Mùa giải              | Câu lạc bộ            | Giải vô địch          | Số trận      | Bàn thắng    | Số trận               | Bàn thắng             | Số trận       | Bàn thắng     | Số trận   | Bàn thắng |
| Nhật Bản              | Nhật Bản              | Nhật Bản              | Giải vô địch | Giải vô địch | Cúp Hoàng đế Nhật Bản | Cúp Hoàng đế Nhật Bản | J. League Cup | J. League Cup | Tổng cộng | Tổng cộng |
| --------------------- | --------------------- | --------------------- | ------------ | ------------ | --------------------- | --------------------- | ------------- | ------------- | --------- | --------- |
| 2014                  | Fukushima United FC   | J3 League             | 31           | 2            | 1                     | 0                     | –             | –             | 32        | 2         |
| 2015                  | Fukushima United FC   | J3 League             | 27           | 1            | 1                     | 0                     | –             | –             | 28        | 1         |
| 2016                  | Zweigen Kanazawa      | J2 League             | 19           | 1            | 2                     | 0                     | –             | –             | 21        | 1         |
| 2017                  | Zweigen Kanazawa      | J2 League             | 2            | 0            | 1                     | 0                     | –             | –             | 3         | 0         |
| Tổng cộng sự nghiệp   | Tổng cộng sự nghiệp   | Tổng cộng sự nghiệp   | 79           | 4            | 5                     | 0                     | –             | –             | 84        | 4         |